# Peter Maria Busen

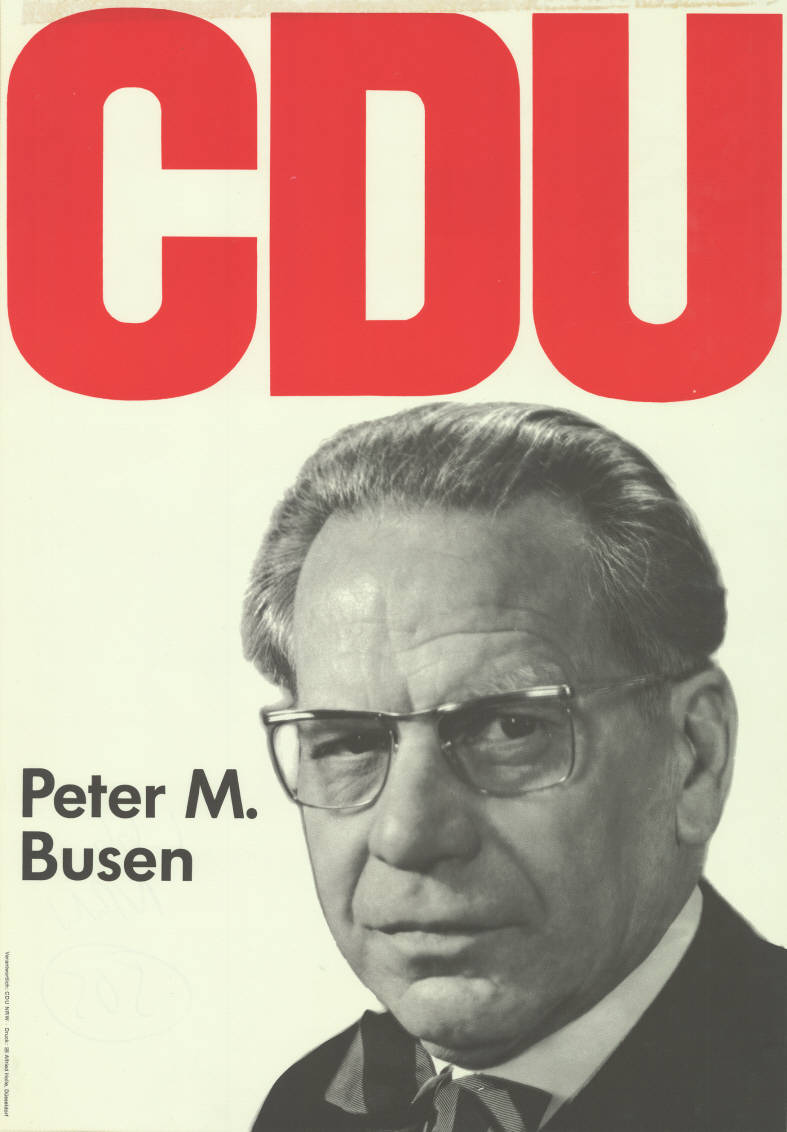
Wahlplakat zur Landtagswahl in Nordrhein-Westfalen 1966

Peter Maria Busen (* 6. Juni 1904 in Köln; † 7. November 1967 in Bonn) war ein deutscher Politiker (CDU). Er war von 1949 bis 1967 Abgeordneter im Landtag von Nordrhein-Westfalen und war außerdem von 1951 bis 1956 Oberbürgermeister von Bonn.

## Leben
Busen machte nach der Volksschule eine Weiterbildung in verschiedenen Kursen und absolvierte eine Ausbildung in einem Anwaltsbüro. Ab 1919 war er gewerkschaftlich und politisch tätig, von 1924 bis 1933 auch hauptamtlich. Nach 1933 arbeitete er in wechselnden Tätigkeiten, so war er, bis zur Schließung durch die Gestapo im Jahre 1938, Privatsekretär im Auftrag der bischöflichen Hauptarbeitsstelle. Mit diversen journalistischen Tätigkeiten für Zeitungen und Zeitschriften im katholisch-sozialen Bereich hielt er sich die letzten Jahre des Zweiten Weltkriegs über Wasser. Er gehörte zum Widerstandskreis um Kaiser-Leuschner. Von 1943 bis 1945 gehörte er der Wehrmacht an und geriet nach Ende des Krieges in Gefangenschaft.

## Politik
Im Jahr 1945 wurde er aus der Kriegsgefangenschaft wieder entlassen und schloss sich bald der CDU an, für die er von 1950 bis 1954 Kreisvorsitzender in Bonn war. Ab 1946 war er Stadtverordneter und von 1946 bis 1951 Bürgermeister von Bonn. Von 1951 bis November 1956 war er Oberbürgermeister der Stadt Bonn. Er war außerdem Mitglied im Beratenden Ausschuss für das Pressewesen, im Rundfunk- und im Verwaltungsrat des WDR. Busen rückte während der ersten Wahlperiode des Landtags von Nordrhein-Westfalen in dieses Parlament nach und wurde bei der darauf folgenden Landtagswahl im Wahlkreis 021 Bonn-Stadt direkt gewählt. Busen wurde darauf bis zur Wahl zur sechsten Wahlperiode jedes Mal im Wahlkreis 021 gewählt und gehörte dem Landtag insgesamt vom 6. Februar 1949 bis zu seinem Tod am 7. November 1967 an.

## Ehrungen
- 1951: Ehrenmitglied des Unitas-Verbandes[1]
- 1956: Kommandeur des Falkenordens
- 1958: Großes Silbernes Ehrenzeichen für Verdienste um die Republik Österreich[2]
- 1965: Großes Verdienstkreuz der Bundesrepublik Deutschland